# Frijnen

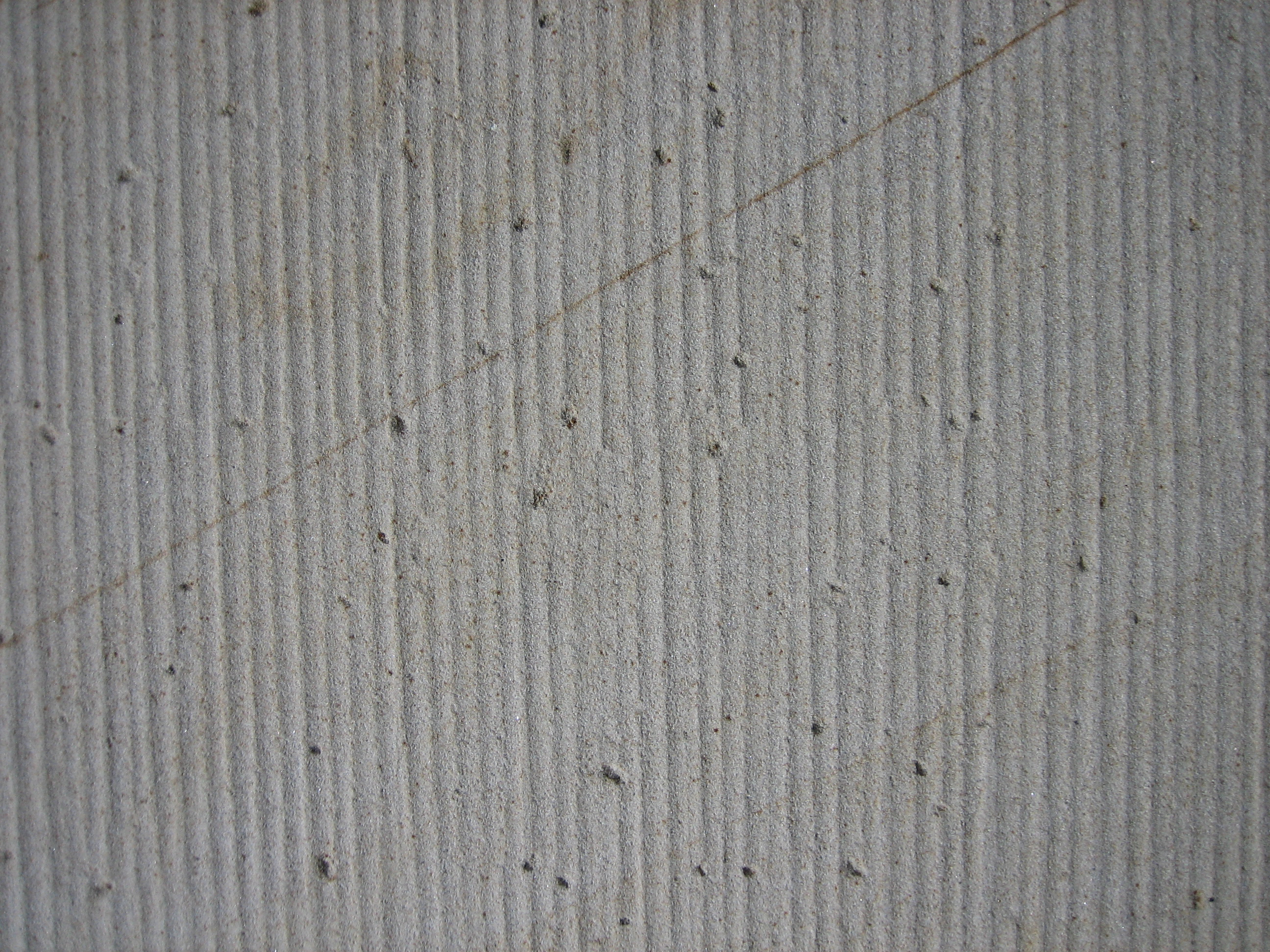
Een gefrijnd oppervlak in Obernkirchener zandsteen

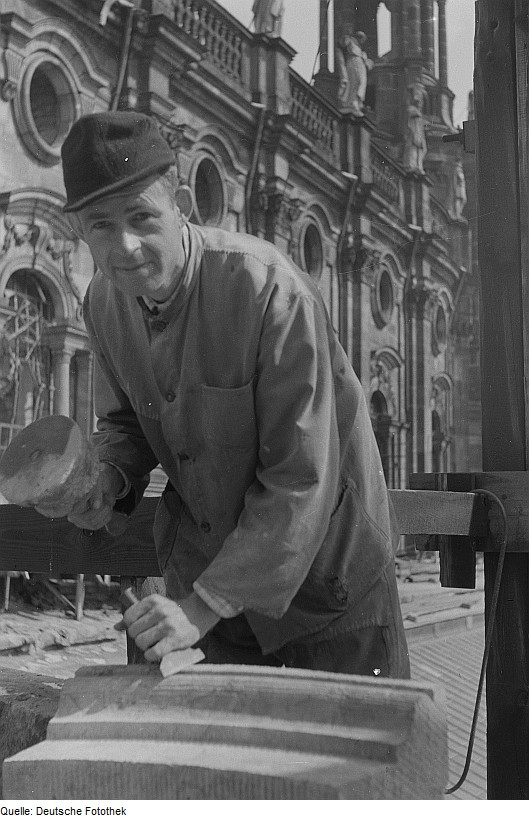
Frijnen en scharreren gebeurt met steenbeitel en klopper. Op de voorzijde van de profiellijst is de frijnslag goed te zien.

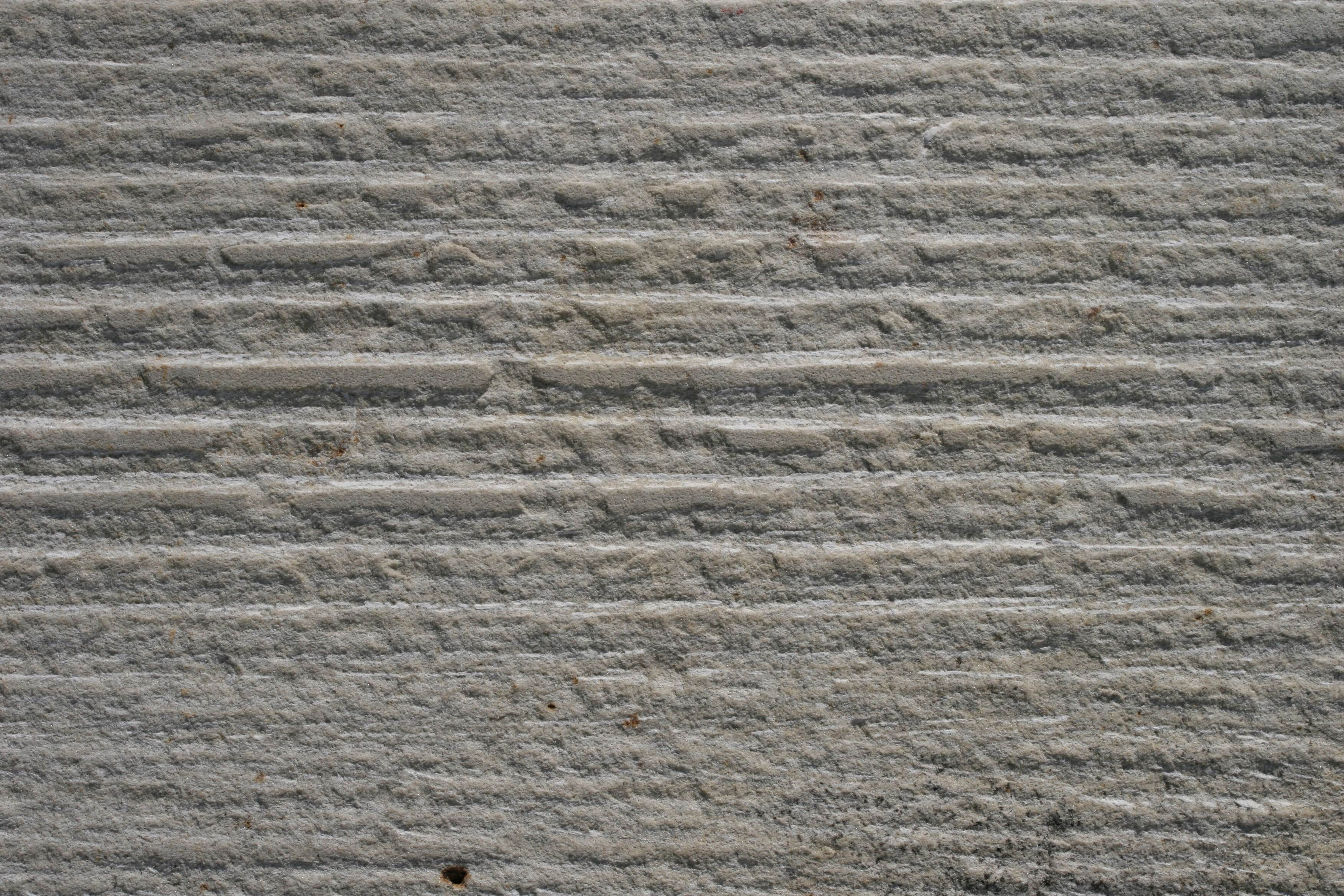
Machinaal "gefrijnd" oppervlak in Obernkirchener zandsteen

Frijnen is een handmatige sierbewerking van een natuurstenen oppervlak, die veel wordt toegepast door steenhouwers die in de natuursteen restauratie werken. Het is een strengere eindafwerking dan scharreren.

## Techniek
Bij deze techniek gebruikt de steenhouwer een ceseel en een klopper. Een klap met hamer en beitel op de steen laat een spoor na in de vorm van een ondiepe richel of indeuking. Als een geoefende steenhouwer deze handeling regelmatig herhaalt, wordt een geribbeld oppervlak verkregen.
De steenhouwer slaat met een klopper en een ceseel meerdere kort naast elkaar gelegen, evenwijdige rijen lijnen in het oppervlak, waarbij deze precies in elkaars verlengde moeten liggen of een voorgeschreven patroon vormen. Elke rij lijnen is even breed als het ceseel en sluit naadloos aan op de volgende. Dit is anders dan bij het scharreren, waar dat laatste niet verplicht is. Bovendien moeten de slagen zodanig op elkaar aansluiten, dat nergens meer sporen van het oorspronkelijke (gezaagde, geschuurde of anderszins bewerkte) oppervlak zichtbaar zijn.
Een volgende rij slagen ligt dus precies in het verlengde van de eerste rij en er zijn geen duidelijke sporen afleesbaar over de breedte van de beitel, de slagrichting of eerdere bewerkingen. Een gemiste slag wordt door steenhouwers wel een heiligendag genoemd, moderner vertaald 'een vakantiedag'. In de Middeleeuwen waren de feestdagen van heiligen immers dagen waarop niet gewerkt werd.

## Randslag
De bewerking begint met een zogeheten randslag. Dit is een rij haaks op de buitenrand liggende slagen. Omdat bij een slag parallel aan de buitenkant de steen de neiging heeft af te brokkelen door te veel kracht op de rand, wordt de eerste reeks er dwars op gehakt. Bovendien moet de rand eerst worden afgevijld.
Bij frijnen wordt een randslag of een vlak in zijn geheel vanuit één richting geslagen (de steenhouwer mag niet halverwege een rand of een vlak vanaf de andere kant van een blok gaan werken). Deze randslag ligt precies haaks op de richtingen van de randen van het oppervlak en de rest van het oppervlak wordt gewoonlijk afgewerkt met een frijnslag die doorlopende lijnen in de lengterichting van het werkstuk als resultaat heeft.

## Bijzondere frijnbewerkingen
- Kathedraalslag volgens ruitjespatroon: frijnpatroon waarbij de slagen op elkaar aansluitende ruitvormige vlakjes vormen.
- Kathedraalslag volgens dambordpatroon: frijnpatroon waarbij de slagen op elkaar aansluitende vierkante vlakjes vormen.
- Visgraatslag: frijnpatroon waarbij de slagen op elkaar aansluitende banen vormen, waarbij de slagen in elke baan in visgraatverband op de slagen in naastgelegen banen aansluiten.
- Wilde kathedraalslag: frijnpatroon waarbij de slagen op elkaar aansluitende onregelmatige vlakjes vormen.

## Machinaal frijnen
Vooral in België wordt ook wel de term machinaal frijnen gebruikt. Machinaal frijnen gebeurt door met een zaagmachine hele reeksen zaaglijnen parallel en ondiep in het oppervlak van de steen te zagen, waardoor een gestreept oppervlak achterblijft. Deze techniek lijkt in de verte op het resultaat van frijnen, maar geeft een onnatuurlijk strak resultaat. In Nederland is deze bewerking overigens niet toegestaan voor natuursteen aan monumenten.